# Astura
Astura (llatí: Astura grec antic: Ἄστυρα) era una petita illa de la costa del Latium, entre Antium i Circeii, a la boca del riu Astura, que neix en una de les valls del massís Albà. Estrabó l'anomena Στόρας ('Storas'), i diu que vora l'illa, a la desembocadura del riu, hi havia un petit port apte per ancorar.
L'any 338 aC es va lliurar allí l'última gran batalla de la guerra llatina entre els romans dirigits pel cònsol Gai Meni i les forces combinades de les ciutats llatines d'Antium, Lanúvium, Arícia i Velitrae, en què els romans van obtenir la victòria, segons Titus Livi.
En èpoques posteriors la petita illa i les zones properes de la costa es van poblar de vil·les romanes, entre elles una de Ciceró, a la que fa referència en moltes de les seves cartes, anomenant-la «locus amoenus et in maria ipso» ('un lloc agradable a la vora del mar') des d'on es veu tant Circeii com Antium. Suetoni diu que era un lloc on passaven temporades tant August com Tiberi. No sembla que hi hagi hagut mai una ciutat amb aquest nom.